# アストニア作戦
アストニア作戦（英：Operation Astonia）は第二次世界大戦中の1944年9月10日から12日に行なわれた西部戦線中の戦闘のうちのひとつである。連合国軍の作戦目標はドイツ国防軍が占領していたル・アーヴル港の奪還だった。要塞となっていたル・アーヴルへの攻撃についてバーナード・モントゴメリー元帥は「大西洋の壁(Atlantic Wall)の中で最強だったもののひとつであった」と記して、この作戦がカナダ及びイギリス装甲部隊と海軍及び航空機部隊の参加による三軍協同作戦となり、最初の攻撃から3日以内に要塞を陥落させたことが「協同作戦行動のモデルだった」とした。

## 背景
1944年6月6日連合国軍はフランス北部の海岸に上陸しフランス解放を目的とした「オーバーロード作戦」を開始した。これに続く侵攻計画は連合国軍将兵の補充と物資の供給を可能にするためにフランス沿岸部の4箇所の港の確保を要求するものだった。最初の港ディエップは1944年9月1日にカナダ第2歩兵師団により解放され（フュージレイド作戦）、ル・アーヴルが次の目標に選ばれた。
ル・アーヴルは「大西洋の壁」の要塞群の中でも最強のもののひとつと推測されていて、主要部の南、東及び西が河口と海で敵の侵入を妨げる自然の要害となっていた。港の北側は、すべての進入口に深さ6-7メートル幅3メートルの対戦車濠がめぐらされ、対戦車砲や機関銃を備えたトーチカと1,500個の地雷が敷設されていた。攻撃前の情報では、市内には7,300から8,700人の間で将兵が駐屯し、その内砲兵部隊が4,000人、海軍兵が1,300人で残りは低練度の歩兵と第36擲弾兵連隊の内の1個大隊の混成部隊と推測された。

## 準備
計画では、火砲による大規模な砲撃で要塞の抵抗力を弱めるため、イギリス海軍の2隻の艦艇「ウォースパイト」と「エレバス」を動員して、数日間港を砲撃し、4,000トン以上の砲弾を発砲するというものだった。それに加えて、市街地を防衛するドイツ軍に対しイギリス空軍により3日間にわたり1,900機の爆撃機で高性能爆弾8,200トン投下するというものだった。

## ル・アーヴル攻撃
9月10日17時45分に攻撃が開始され、2隻の軍艦は港を守る海岸砲台と交戦し、イギリス空軍の爆撃機はふたつの師団が攻撃を行なう前の90分間で約5,000トンの爆弾を投下した。攻撃は2段階に分けられ、第1段階はドイツ軍の防御陣地を突破しさらに攻撃を可能にすること、第2段階は攻撃部隊が市街地を占領するというものだった。第1段階の攻撃を迅速に進めるためにイギリス第79機甲師団及びカナダ第1装甲輸送連隊のカンガルー装甲兵員輸送車とシャーマンフレイル（地雷処理処理車）運用部隊の援助を得て、地雷原の地雷除去と対戦車濠を突破した。第49（ウェスト・ライディング）歩兵師団がル・アーヴル北東周辺部を最初に突破し、第51（ハイランド）歩兵師団が続いた。この攻撃で第79機甲師団はシャーマンフレイル29輌とチャーチルAVRE6輌の特殊装甲車両を失った。
第1段階の攻撃は2日目も航空機と装甲車両の支援を受けながら続き、ドイツ軍外郭防衛線の最後の防衛拠点もチャーチル・クロコダイルの投入を恐れて、ついには14時00分過ぎに投降した。3日目にはふたつの師団の部隊は市街中心部を攻撃し、ドイツ軍ル・アーヴル駐屯部隊の指揮官は11時45分に正式に降伏し、12,000人の将兵は捕えられ捕虜として抑留された。

## 結果
ル・アーヴル港はわずかな軍の死傷者で首尾よく占領された。けれども、民間の被害は甚大で、艦砲射撃と空爆により350隻の船舶と埠頭18km、15,000の建造物が破壊され、ル・アーヴル港の物資供給に果たす機能は著しく損なわれた